# يبنا

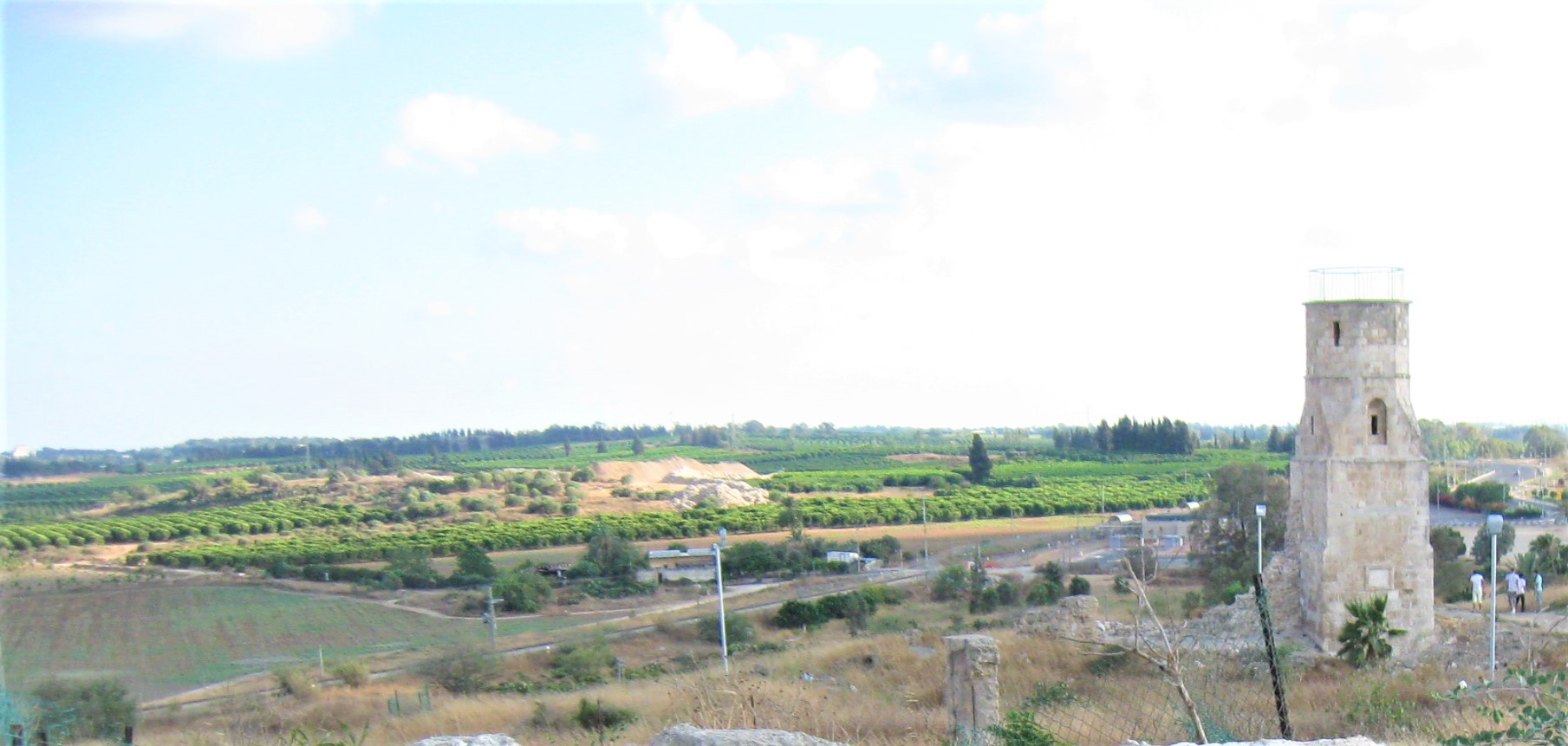
منظر عام لقرية يبنا ومأذنة الجامع

يبنا هي قرية فلسطينية احتلت في 4 يونيو 1948، تقع في محافظة الرملة وتبعد 15 كم جنوب غرب مدينة الرملة، ترتفع عن مستوى سطح البحر بمقدار 25 متراً، وتعتبر هذه القرية من أكبر قرى قضاء الرملة وهي أقرب ما تكون للبلدة منها للقرية، قدر عدد سكانها عام 1945 ب 6287 نسمة وحوالي 1500 بدوي يعيشون حولها.

## نبذة وجغرافية
أقيمت يبنا على تلة مرتفعة، تقع إلى الجنوب الشرقي من مدينة يافا وتبعد عنها 24 كم وإلى الجنوب الغربي من مدينة الرملة، على بعد 15 كم منها وترتفع 25 م عن سطح البحر. تبلغ مساحة أراضيها 59554 دونماً ويحيط بها أراضي قرى النبي روبين والقبيبة وزرنوقة وعرب صقرير وبشيت واسدود والمغار.
تحتوي يبنا على تل أنقاض تحت القرية وأساسات وقطع معمارية ومدافن.
كانت القرية تقع في السهل الساحلي، وتبعد نحو 7.5 كلم إلى الشرق من البحر الأبيض المتوسط. وكانت تعتبر عقدة مهمة في شبكة المواصلات التي تربط جنوب فلسطين بأواسط غربها؛ إذ كان فيها محطة لسكة الحديد الممتدة بين غزة واللد، كما كان طريق غزة- يافا العام يمر عبر أراضيها.
في أواخر القرن التاسع عشر، كانت يبنة قرية كبيرة مبنية بالحجارة على تل. وكان الزيتون والذرة يزرعان شماليها وفي البساتين المجاورة.
المضافات والدواوين، المضافات كانت مفتوحة على الدوام لاستقبال الضيوف، لكن في عهد الانتداب ازداد عدد السكان وكبرت حارتها لذلك كثرت مقاعدها أو دواوينها وكان بيت المختار ديوان. المساجد،1ـ جامع يبنا الكبير وهو من الأماكن الأثرية والقديمة وكان بالأصل كنيسة وفي عهد الأمير بشتاك جُدد ورُمم هذا المسجد كما بنى له مئذنة عالية تم بناؤها في سنة 737هـ الموافق 1337م كما تذكر تلك الخطوط المنقوشة عليه.
والأمير بشتاك من مماليك الظاهر محمد بن قلاون وهذا المسجد واسع وله ساحة واسعة تتسع لـ (1000) مصلى، ويعتبر هذا المسجد من المعالم الهامة في يبنا لأنه المسجد الوحيد الذي تقام فيه الصلوات الخمس والجمعة والعيدين وهو الملتقى الفطري لأهالي البلدة وفي يوم الجمعة كان يأتيه المصلين من القرى المجاورة والبدو وكان الخطباء والمدرسين والأئمة في المسجد من خريجي الأزهر الشريف ومن الخطباء والأئمة في فترة الانتداب عرفنا كل من:1ـ الشيخ محمود طافش 2ـ الشيخ محمد أبو بطنين 3ـ الشيخ محمد العطار 4ـ الشيخ محمد طافش وكان عملهم في الغالب حسبة لله وأما المؤذنين الذي عرفتهم المصادر:1ـ الشيخ حسن الغرة 2ـ الشيخ يوسف العبسي وولده محمد.

## نبذة تاريخية
تقع على البقعة التي كانت تقوم عليها مدينة يبنا التي بناها الكنعانيون حيث أنشؤوها قبل خمسة آلاف سنة أسموها (يبني) وربما تعني يبني الله من (يبني إيل) إيل تعني الله، وحين احتلها الرومان، في العهد الروماني عرفت باسم (يمنيا) وذكرها الإفرنج باسم (إيبلين) ودعاها العرب (يبنا).

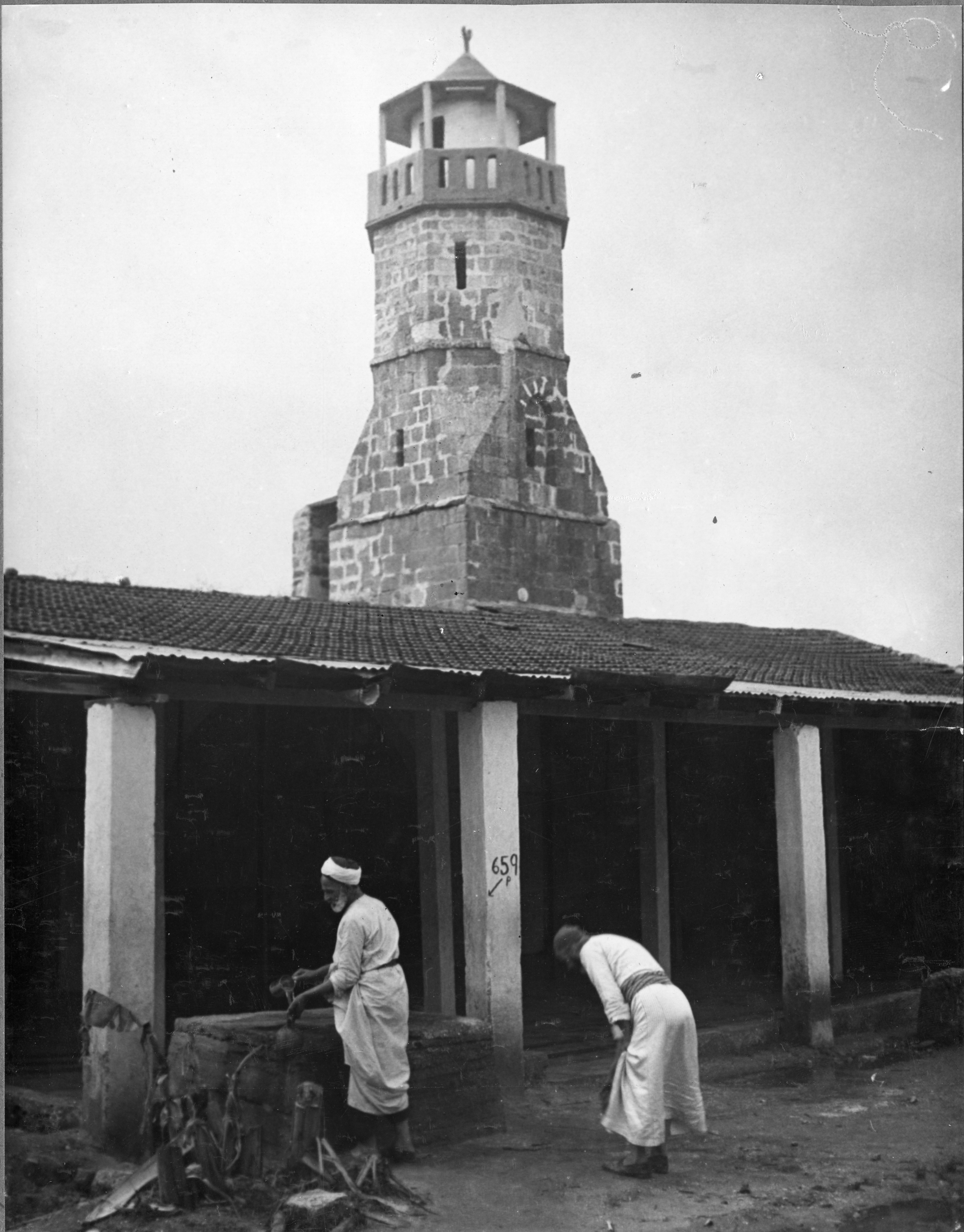
مسجد يبنا صورة من ارشيف مكتب المعلومات البريطاني الانتدابي 1933-1948

وتتيح لنا المصادر الأدبية كثيراً من التفصيلات عن تاريخ يبنة القديم. فهي تظهر في الكتاب المقدس باسم يبنة (أخبار الأيام الثاني 26: 6-8)، ويبدو أنها كانت من مدن الفلسطينيين القدماء. في العصر الهلنستي كانت يبنة مركزاً عسكرياً وإدارياً للمنطقة. وعلى الرغم من وجود سجال في شأن أي الحشمونيين خرّب المدينة، فإن من الثابت أن الرومان انتزعوها من أيديهم يوم احتلوا فلسطين في سنة 63 ق.م. وسموها يمنياً (Iamnia). وقد أمر غابينيوس (Gabinius)، والي سورية (التي كانت تضم فلسطين)، بإعادة بنائها. وفي عهد أغسطس (Augustus)، وُهبت المدينة هدية لهيرودس الكبير (Herod the Great)، ملك فلسطين ومولى الرومان. وقد ازدهرت في ذلك العصر، وصارت مركزاً لناحية بأكملها، وكان ميناؤها أكبر من ميناء يافا. وقد فتحها العرب بقيادة عمرو بن العاص (توفي سنة 663م)، أحد أبرز قادة المسلمين وأنجحهم.
ولا يُعرف الكثير عن يبنة في العصور الإسلامية الأولى. لكن ذكرها ورد بعد ذلك في جملة مصادر تاريخية وجغرافية: من ذلك أن اليعقوبي (توفي سنة 897م) وصفها بأنها من أقدم مدن فلسطين، وبأنها مبنية على تل مرتفع؛ وقال المقدسي (توفي سنة 990م تقريباً) إن فيها مسجداً رائعاً؛ وكتب ياقوت الحموي
(توفي سنة 1229م) في ((معجم البلدان)) أنها بُلَيْدة قرب الرملة، فيها قبر رجل من أصحاب النبي اختُلف بشأن من هو (يفال أنه الصحابي الجليل أبو هريرة).
في أثناء الحروب الصليبية، شهدت يبنة معارك عدة بين سنة 1105 وسنة 1123م. وفي معركة كبيرة وقعت سنة 1123م، هزم الصليبيون جيوش الفاطميين المصرية. وشيدوا في وقت لاحق سنة 1141م، حصناً في يبنة وحوّلوه إلى موقع دفاعي استراتيجي. لكن هذا الحصن انتقل إلى يد المسلمين بعد معركة حطين. وحدث أن الظاهر بيبرس، قائد المماليك المصريين، كان في يبنة حين تلقى سنة 1265م أنباء انتصار المسلمين على التتار في شمال سورية. في سنة 1596، كانت يبنة قرية في ناحية غزة (لواء غزة)، وعدد سكانها 710 نسمات.
وكانت تؤدي الضرائب على عدد من الغلال كالقمح والشعير والمحاصيل الصيفية والسمسم والفاكهة، بالإضافة إلى أنواع أُخرى من الإنتاج والمستغلات كالماعز وخلايا النحل وكروم العنب.
زار المبشر الأمريكي وليم طومسُن يبنة في سنة 1834، ووصفها بأنها قرية مبنية على تل، ويقيم فيها 3000 مسلم يعملون في الزارعة. وقال أيضاً أن ثمة نقضاً على مسجد يبنة (ولعل المسجد الذي وصفه المقدسي) يدل على أنه شُيّد في سنة 1386.

## احتلال يبنا
في عام 4-6-1948 قامت المنظمات الصهيونية المسلحة بهدم القرية وتشريد أهلها البالغ عددهم عام 48 (6287) نسمة. ويبلغ مجموع اللاجئين من هذه القرية في عام 1998 حوالي (38610) نسمة.
كانت القرية موضع تنازع بين القوات المصرية والإسرائيلية، في الأسبوع الأول من حزيران/يونيو 1948. فقد جاء في بلاغ عسكري إسرائيلي نقلته وكالة إسوشييتد برس في 1 حزيران/ يونيو، أن في يبنة وحدة مصرية متقدمة. إلاّ أن المؤرخ الإسرائيلي بِني موريس يذكر أن القوات الإسرائيلية استولت على القرية في 4 حزيران/يونيو، في سياق المرحلة الثانية من عملية باراك. ويكتب موريس مستشهداً بمصادر عسكرية: «بعد القصف بمدافع الهاون وقتال الرجال والنساء العرب، الذين ما لبثوا أن طُردوا أيضاً». إلا أن هذه الرواية لا تتفق مع الرواية التي نجدها في ((تاريخ حرب الاستقلال))الإسرائيلي، الذي يجعل اليوم التالي تاريخاً لاحتلال القرية، ويؤكد الاستيلاء عليها بطريقة مختلفة:
«فقرية يفنه العربية، التي لم تصل إليها القوات المصرية، أصيبت بالذعر نتيجة رؤية حشودنا، فهجرها سكانها، وفي ليلة 4/5 [حزيران/يونيو] سقطت بيدنا من دون قتال».
كما نقلت صحيفة ((نيويورك تايمز)) نبأ هجوم القوات المصرية في 5 حزيران/يونيو على يبنة ((التي يسيطر الإسرائيليون عليها الآن))، لكن البرقيات حملت أنباء احتلال القوات الإسرائيلية للقرية في اليوم نفسه.
وساقت وكالة يونايتد برس رواية أُخرى لكيفية احتلال القرية، تختلف اختلافاً بيّناً عن الروايتين الإسرائيليتين؛ فحسب الوكالة: «فقد بدأت المدفعية الإسرائيلية تقصف أعالي القرية أولاً، بينما زحفت قوات المشاة خلف فرق كاسحي الألغام، وعند شروق الشمس، بات من الممكن مشاهدة أهالي القرية وهم يفرّون من البلدة في اتجاه الساحل، من دون أن يعترضهم المهاجمون الإسرائيليون». بُعيد ذلك سقطت يبنة واستولى الإسرائيليون على ذلك الموقع الاستراتيجي المتحكم في الطريق الساحلي. وأضافت الرواية أن يبنة كانت آخر ((القلاع العربية)) بين تل أبيب والمواقع المصرية المتقدمة على الجبهة شمالي أسدود مباشرة.

## المستعمرات الصهيونية
أقيمت على أراضي يبنة العديد من المستعمرات هي:
1- «يفنة» وأنشئت عام 1941.
2-«بيت ربان» وأنشئت عام 1946.
3-«يفنه»(جان) وأنشئت عام 1949.
4- «كفار هنيفد» وأنشئت عام 1949.
5-«بيت غمليئيل» وأنشئت عام 1949.
6- «بن زكاي» وأنشئت عام 1950.
7-«كفار أفيف» وأنشئت عام 1951(كان اسمها كفار هيئور).
8-«تسوفيّا» وأنشئت عام 1955.
9-«كيرم يفنه» وأنشئت عام 1963(وهي مؤسسة تربوية).

## يبنا الآن
يخترق أحد خطوط سكة الحديد القرية. وما زال المسجد الخرب ومئذنته قائمين، ومثلهما المقام ومنزلان على الأقل من المنازل الباقية تستعملهما أُسر يهودية، وواحد تقيم أُسرة عربية فيه. أحد المنزلين الذين يقيم اليهود فيهما مبني بالأسمنت، ويرتفع من سقفه المسطح عامود كهرباء وهوائي تلفاز. وللمنزل الآخر سقف على شكل الجملون. أما المنزل الذي تعيش الأُسرة العربية فيه، فصغير وآخذ في التلف، وله سقف قرميدي مائل، وبالقرب منه بئر مستديرة الفوهة، لم تعد تُستعمل. وقد شُيّدت بنية حجرية نصف أسطوانية فوق قسم من البئر، يحيط حائط حجري بها نم أحد طرفيها.

## أعلام القرية
- عبد العزيز الرنتيسي
- أبو يوسف النجار
- موسى أبو مرزوق